# Oddernesbroen
Oddernesbroen (Oddernesbrua) i Kristiansand i Vest-Agder fylke i Norge er et broanlæg der besår af to parallelle broer, som fører E18 over floden Otra.  Broerne stod færdig i 2004.
58°09′16″N 07°59′50″Ø / 58.15444°N 7.99722°Ø